# Protéines intrinsèquement désordonnées

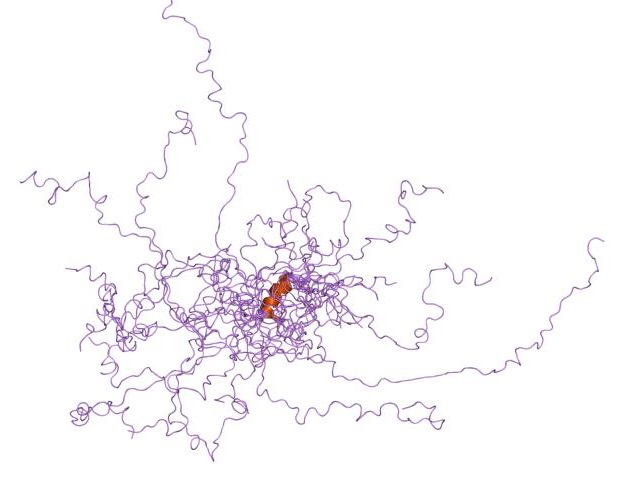
Représentation de la structure moléculaire de la protéine 2fft.

Les protéines intrinsèquement désordonnées ou intrinsèquement non structurées sont des protéines qui manquent de structure tridimensionnelle stable, ce qui leur confère une forte plasticité qui est à l'origine de leur importance dans les phénomènes biologiques. Une protéine peut être totalement désordonnée, mais le cas le plus courant est celui où seulement une partie de la molécule, plus ou moins longue, est désordonnée (exemple : 40 acides aminés[précision nécessaire]). Ces protéines ne sont absolument pas anecdotiques puisque plus de 50 % des protéines des Eucaryotes et plus de 70 % des protéines de signal des cellules du corps humain possèdent ce type de séquences évasif . L'ensemble des protéines intrinsèquement désordonnées connues à ce jour est repris dans une base de données appelée Disprot.

## Paradigme structure-fonction
Récemment, le monde scientifique pensait encore qu'une séquence en acides aminés impliquait une structure tridimensionnelle directement liée à la fonction de la protéine. Cette structure tridimensionnelle serait liée à un minimum énergétique (énergie libre de Gibbs) et les protéines oscilleraient autour de cette position grâce à leur énergie thermique. Les protéines pourraient perdre cette structure tridimensionnelle dans certaines conditions particulières (pH, température élevée, etc.), ce qui conduirait à la perte de leur fonction biologique. Les protéines intrinsèquement désordonnées s'opposent à ce paradigme puisqu'elles ne possèdent pas de minimum pour l'énergie libre de Gibbs, ce qui leur donne une structure aléatoire. L'absence de structure tridimensionnelle ne constitue en aucun cas une perte de fonctions biologiques puisque les protéines désordonnées sont justement celles qui réalisent le plus grand nombre d'interactions parmi toutes les protéines présentes dans les cellules.[réf. nécessaire]

## Fonctions
Ces protéines sont impliquées dans :
- La reconnaissance moléculaire : du fait de leur absence de structure tridimensionnelle fixe, les protéines désordonnées possèdent une plasticité importante qui leur permet d'interagir avec un grand nombre de protéines. Elles jouent donc souvent le rôle de protéines hub au sein de l'interactome ;
- L'assemblage/le désassemblage : les protéines désordonnées ne cristallisent que très difficilement voire pas du tout. Leur structure tridimensionnelle est donc difficile à caractériser par des méthodes conventionnelles ;
- Les chaînes entropiques : ce sont des chaînes qui ont une forme modifiable, elles permettent donc de relier deux domaines fonctionnels d'une même protéine ou de protéines différentes ;
- La modification de protéines : les régions intrinsèquement désordonnées sont souvent la cible de protéases ou de protéines de modification (phosphorylation, méthylation, glucosilation, etc.).

## Prédictions à partir de la séquence en acides aminés
Il est possible de prédire les régions désordonnées d'une protéine à partir de sa séquence en acides aminés. Des prédicteurs existent et se basent soit directement sur la séquence en acides aminés (acides aminés promoteurs de désordre ou d'ordre), soit sur la charge et l'hydrophobicité de chaque acide aminé, soit sur les structures secondaires. Ces prédictions permettent d'éviter de perdre son temps à faire cristalliser des protéines qui ne cristalliseront pas dans tous les cas. En effet, cristalliser une protéine est un processus extrêmement long (cela peut aller jusqu'à 20 ans) et qui ne marche pas pour toutes les protéines. Elles permettent surtout de mieux comprendre le fonctionnement des protéines de nos cellules.